# Øygarden, Antarktis
Øygarden är en ögrupp i Antarktis. Den ligger i havet utanför Östantarktis. Australien gör anspråk på området.